# Aleksandra Padzikowska
Aleksandra Padzikowska (ur. 31 marca 1983 w Gdańsku) – polska aktorka teatralna, filmowa i telewizyjna.

## Życiorys
W 2008 roku ukończyła Studium Aktorskie im. A. Sewruka w Olsztynie i zadebiutowała na scenie rolą Ciotki w Opowieściach o zwyczajnym szaleństwie Petra Zelenki w reżyserii Bronki Nowickiej w Teatrze im. Stefana Jaracza w Olsztynie. W latach 2008–2012 pracowała w Bałtyckim Teatrze Dramatycznym im. Juliusza Słowackiego w Koszalinie. Od 2013 roku mieszka w Warszawie.

## Filmografia
| Rok  | Tytuł                        | Rola                        | Uwagi           |
| ---- | ---------------------------- | --------------------------- | --------------- |
| 2014 | O mnie się nie martw         | protokolantka               | odc. 2          |
| 2014 | Lekarze                      | Malwina Walczak             | odc. 54         |
| 2015 | Wesołowska i mediatorzy      | Marta                       | odc. 1          |
| 2015 | Równanie                     | Maria                       |                 |
| 2016 | Kazimierz Leski              | Wanda Bohdanowicz           |                 |
| 2017 | Córka                        | policjantka                 |                 |
| 2018 | Lena Barska                  | obsada aktorska             | odc.10, 11      |
| 2018 | Marzenie o wielkiej wygranej | matka                       |                 |
| 2019 | Korona królów                | kobieta od Wierzynka        |                 |
| 2019 | Na Wspólnej                  | pielęgniarka                | odc. 2928       |
| 2019 | Czerwony kołnierzyk          | mama                        |                 |
| 2019 | 39 i pół tygodnia            | pracownica izby wytrzeźwień |                 |
| 2022 | Barwy szczęścia              | urzędniczka USC             | odc. 2724, 2725 |
| 2023 | Ojciec Mateusz               | Anna Kosma                  | odc. 376        |
| 2023 | Na sygnale                   | Marcelina                   | odc. 449        |

## Role teatralne
| Tytuł                                      | Reżyser               | Rola               | Teatr                                                            | Rok  |
| ------------------------------------------ | --------------------- | ------------------ | ---------------------------------------------------------------- | ---- |
| Baby pruskie                               | Szczepan Szczykno     | Sługa Szemla       | Teatr im. Stefana Jaracza w Olsztynie                            | 2005 |
| Opowieści o zwyczajnym szaleństwie         | Bronka Nowicka        | Ciotka             | Teatr im. Stefana Jaracza w Olsztynie                            | 2005 |
| Franz K.                                   | Cezary Ilczyna        | Pani Grubach       | Teatr im. Stefana Jaracza w Olsztynie                            | 2006 |
| Z piwnicy pod Baranami                     | Janusz Kijowski       | Kobieta            | Teatr im. Stefana Jaracza w Olsztynie                            | 2007 |
| Człowiek-śmietnik                          | Bronka Nowicka        | Kobieta z lustrem  | Teatr im. Stefana Jaracza w Olsztynie                            | 2007 |
| Dialogi penisa                             | Krzysztof Galos       | Kobieta ze snu     | Bałtycki Teatr Dramatyczny im. Juliusza Słowackiego w Koszalinie | 2007 |
| Lato Muminków                              | Paweł Szumiec         | Migotka            | Bałtycki Teatr Dramatyczny im. Juliusza Słowackiego w Koszalinie | 2007 |
| Od czasu do czasu                          | Zdzisław Derebecki    | Agnieszka          | Bałtycki Teatr Dramatyczny im. Juliusza Słowackiego w Koszalinie | 2007 |
| Turniej poetów                             | Sławomir Gaudyn       | Prowadząca         | Bałtycki Teatr Dramatyczny im. Juliusza Słowackiego w Koszalinie | 2008 |
| Damy i huzary                              | Piotr Ziniewicz       | Zuzia              | Bałtycki Teatr Dramatyczny im. Juliusza Słowackiego w Koszalinie | 2008 |
| Zazdrość                                   | Zdzisław Derebecki    | Iris               | Bałtycki Teatr Dramatyczny im. Juliusza Słowackiego w Koszalinie | 2009 |
| Exportowcy                                 | Agnieszka Błońska     | Mariolka           | Bałtycki Teatr Dramatyczny im. Juliusza Słowackiego w Koszalinie | 2009 |
| Szewcy                                     | Piotr Ratajczak       | Dziennikarka       | Bałtycki Teatr Dramatyczny im. Juliusza Słowackiego w Koszalinie | 2009 |
| Dwoje biednych Rumunów mówiących po polsku | Anna McKraken         | Dżina              | Bałtycki Teatr Dramatyczny im. Juliusza Słowackiego w Koszalinie | 2010 |
| Prywatna klinika                           | Jerzy Bończak         | Anna               | Bałtycki Teatr Dramatyczny im. Juliusza Słowackiego w Koszalinie | 2010 |
| Pippi Pończoszanka                         | Wojciech Rogowski     | Anika              | Bałtycki Teatr Dramatyczny im. Juliusza Słowackiego w Koszalinie | 2010 |
| Romeo i Julia                              | Cezary Domagała       | Przeznaczenie      | Bałtycki Teatr Dramatyczny im. Juliusza Słowackiego w Koszalinie | 2011 |
| Cudowne morderczynie                       | Katarzyna Raduszyńska | Zabójczyni         | Bałtycki Teatr Dramatyczny im. Juliusza Słowackiego w Koszalinie | 2011 |
| Jak być kochaną                            | Weronika Szczawińska  | Felicja            | Bałtycki Teatr Dramatyczny im. Juliusza Słowackiego w Koszalinie | 2011 |
| Wszyscy jesteśmy adoptowani                | Wiktor Rubin          | Aleksandra         | Teatr Łaźnia Nowa w Krakowie                                     | 2012 |
| Karzeł, down i inne żywioły                | Wiktor Rubin          | Honey              | Teatr Nowy w Łodzi                                               | 2013 |
| Dzienniki Majdanu. Wschód!                 | Mateusz Tymura        | Kobieta w czerni   | Teatr Latarnia w Białymstoku                                     | 2016 |
| Miasto szklanych słoni                     | Andrzej Bartnikowski  | Kwiaciarka         | Teatr im. Adama Mickiewicza w Częstochowie                       | 2017 |
| Przebudzenie                               | Marta Malinowska      | Bachantka          | Teatr Collegium Nobilium w Warszawie                             | 2018 |
| Love Summit. Warsaw                        | Marta Malinowska      | Kobieta w turbanie | Teatr Powszechny w Warszawie                                     | 2019 |
| Powstanie                                  | Marta Malinowska      | Masza              | Teatr Nowy w Krakowie                                            | 2019 |
| Wieczne przeżuwanie                        | Marta Malinowska      | Dziewica           | Akademia Sztuk Pięknych w Warszawie                              | 2023 |